# Куйдузи
Ку́йдузи (фин. Kuitusi) — деревня в Гатчинском муниципальном округе Ленинградской области.

## История
Деревня являлась вотчиной великого князя Михаила Павловича из которой в 1806—1807 годах были выставлены ратники Императорского батальона милиции.
На «Топографической карте окрестностей Санкт-Петербурга» Военно-топографического депо Главного штаба 1817 года она обозначена как деревня Агакюля Кудизи из 10 дворов.
Затем как деревня Контузи из 10 дворов она упоминается на «Топографической карте окрестностей Санкт-Петербурга» Ф. Ф. Шуберта 1831 года.

КУТЯЗИ — деревня вотчины его императорского высочества великого князя Михаила Павловича, число жителей по ревизии: 32 м. п., 30 ж. п. (1838 год)

На картах Ф. Ф. Шуберта 1844 года и С. С. Куторги 1852 года обозначена как деревня Койтузи.
В пояснительном тексте к этнографической карте Санкт-Петербургской губернии П. И. Кёппена 1849 года она записана как деревня Kuituisi (Кутязи) и указано количество её жителей на 1848 год: савакотов — 35 м. п., 33 ж. п., всего 68 человек.

КУЙДИЗИ — деревня ею высочества государыни великой княгини Елены Павловны, по почтовому тракту, число дворов — 9, число душ — 33 м. п. (1856 год)

Согласно «Топографической карте частей Санкт-Петербургской и Выборгской губерний» в 1860 году деревня называлась Куйтузи и состояла из 14 крестьянских дворов.

КУЙДУЗИ — деревня Ораниенбаумского дворцового правления при колодце, число дворов — 15, число жителей: 41 м. п., 40 ж. п. (1862 год)

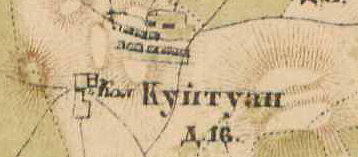
План деревни Куйдузи. 1885 год

В 1885 году деревня Куйтузи насчитывала 16 дворов.
В конце XIX — начале XX века деревня административно относилась к Староскворицкой волости 3-го стана Царскосельского уезда Санкт-Петербургской губернии. Население деревни было исключительно финским.
К 1913 году количество дворов не изменилось.
С 1917 по 1922 год деревня Куйдузи входила в состав Пеушаловского сельсовета Староскворицкой волости Детскосельского уезда.
С 1922 года в составе Кастинского сельсовета.
С 1924 года в составе Кезелевского сельсовета
Согласно данным переписи населения СССР 1926 года в деревне Куйдузи Кезелевского сельсовета Староскворицкой волости Троцкого уезда проживали 154 человека, все финны.
С 1927 года в составе Красносельской волости.
С 1928 года в составе Скворицкого сельсовета. В 1928 году население деревни Куйдузи также составляло 154 человека.

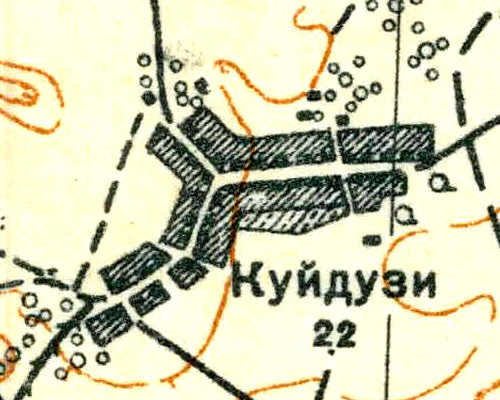
План деревни Куйдузи. 1931 год

Согласно топографической карте 1931 года деревня насчитывала 22 двора.
По данным 1933 года деревня называлась Кайдузи и входила в состав Скворицкого финского национального сельсовета Красногвардейского района.
Деревня была освобождена от немецко-фашистских оккупантов 22 января 1944 года.
В 1958 году население деревни Куйдузи составляло 121 человек.
С 1959 года в составе Пудостьского сельсовета.
По данным 1966, 1973 и 1990 годов деревня Куйдузи также входила в состав Пудостьского сельсовета Гатчинского района.
В 1997 году в деревне проживали 7 человек, в 2002 году — 3 человека (русские — 67%, финны — 33%), в 2007 году — также 3 человека, в 2010 году — 1.

## География
Деревня расположена в северо-западной части района к северу от автодороги 41К-220 (Кезелево — Большое Ондрово).
Расстояние до административного центра поселения, посёлка Пудость — 12 км.
Расстояние до ближайшей железнодорожной станции Пудость — 14 км.

## Демография
| 1838 | 1848 | 1862 | 1928 | 1958 | 1997 | 2007 |
| ---- | ---- | ---- | ---- | ---- | ---- | ---- |
| 62   | ↗68  | ↗81  | ↗154 | ↘121 | ↘7   | ↘3   |
| 2010 | 2011 | 2017 |      |      |      |      |
| ↘1   | ↗3   | ↗4   |      |      |      |      |

### Национальный состав
Согласно данным Всероссийской переписи населения 2021 года в деревне проживали 29 человек, из них:
 русские — 26, татары — 1, другие национальности — 1, один человек национальность не указал.

## Садоводства
Автовец.